# Đảng Quốc gia Cấp tiến (Lào)
Đảng Quốc gia Cấp tiến (tiếng Lào: ພັກຊາດກ້າວຫນ້າ Phak Xat Kao Na) là đảng phái chính trị ở Lào hoạt động trong thập niên 1950 và được thành lập vào năm 1950.
Trong cuộc bầu cử Quốc hội Lào vào tháng 8 năm 1951, đảng này đã giành được 15 trên 39 ghế, vốn được coi là một chiến thắng vang dội vào lúc đó. Lãnh đạo của đảng là Souvanna Phouma đã chính thức trở thành Thủ tướng của Vương quốc Lào.
Đảng Quốc gia Cấp tiến vẫn tồn tại cho đến năm 1958 thì bị giải thể vì sáp nhập vào một đảng mới là Đại hội Nhân dân Lào.